# Kirk Ella
Kirk Ella – wieś w Anglii, w hrabstwie East Riding of Yorkshire. Leży 9 km na zachód od miasta Hull i 251 km na północ od Londynu.